# 1915年远东运动会
第二届远东运动会，于1915年（民国4年）5月15日至5月22日在中国上海举行，参加比赛国家有中国、日本、菲律宾，这是中国第一次举办国际赛事，比赛场馆设于上海市虹口娱乐场（今鲁迅公园）。

## 运动会历程
第二节远东运动会5月15日下午2时30分开幕。运动会第一项为-柔软体操表演。运动会期间，还有全国童子军大操、放风筝、等表演节目。

## 比赛项目
田径项目：
- 100 码、220码、440码、880码及1英里赛跑
- 220码低栏赛跑、120码高栏赛跑
- 高跳、远跳、撑竿跳
- 掷钹(铁饼)、掷16磅铁球(铅球)
- 半英里、一英里替换赛跑、8英里长跑；

游泳项目：
- 40码泅泳、220码泅泳、440码泅泳

自行车项目：
- 10英里脚踏车赛跑、20英里脚踏车赛跑

球类项目：
- 足球、篮球、排球、网球、棒球

## 比赛成绩
中国代表队获男子团体总分第一名（積分93分），菲律宾（積分73分）、日本（積分32分）分获二三位。中国获得足球、排球比赛冠军。當時中國國際地位不振，受日本提出二十一條侵略，該此勝利對愛國人士鼓舞甚大，並影響到中國體育風氣的發展。

### 足球比赛
中国获得足球比赛冠军
- 中国1比0菲律宾
- 中国0比0菲律宾
- 中国1比1菲律宾

### 棒球比賽
由於是中國首次舉辦國際運動賽事，所以受到政府的重視，當時的袁世凱大總統與前大清駐美公使伍廷芳邀請了在美國頗負盛名的夏威夷「檀香山華僑棒球隊」回國參賽。該年華僑棒球隊共有兩隊，Hawaiian Travellers依慣例四度前往美國參加巡迴比賽，而CAU（Honolulu Chinese Athletic Union）則派隊來亞洲參賽。
然而當年奧委會判定「CAU」的選手為半職業，因此失去選手資格，以致無法參加比賽，而日本在本屆也無派隊，所以菲律賓一戰未打便獲得冠軍。
僅管沒進行大會正式比賽，華僑隊與菲律賓隊仍舉辦了會外表演賽，而華僑隊以9比3獲得勝利。